# Кадьяк (підводна гора)
56°52′47″ пн. ш. 149°16′14″ зх. д. / 56.87972° пн. ш. 149.27056° зх. д.

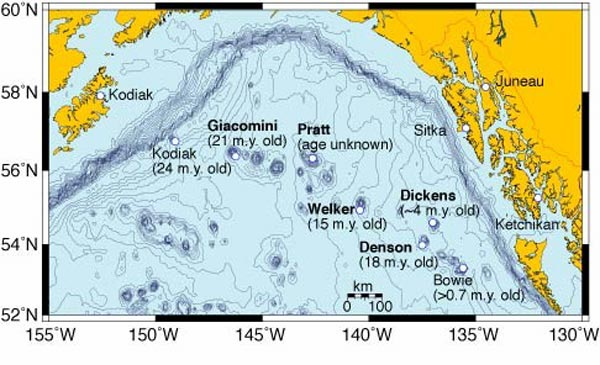
Розташування підводних гір Кадьяк

Підводна гора Кадьяк (англ. Kodiak Seamount) — найстаріша підводна гора (гайот) в хребті Кадьяцьких підводних гір, вік якої оцінюється у 24 мільйони років. Вона розташована на крайньому північному кінці хребта, а її плоска вершина розсічена лініями розломів. Як і решта Кадьяцьких підводних гір, ця гора утворилася внаслідок діяльності гарячої точки Боуї. 
В майбутньому підводна гора Кадьяк буде знищена внаслідок занурення в Алеутський жолоб, хоча поточна швидкість руху Тихоокеанської плити вказує на те, що це відбудеться через кілька мільйонів років. Через наближення підводної гори Кадьяк до Алеутського жолоба ця гора буквально тріскається під напругою. Незважаючи на те, що гора Кадьяк є найдавнішою відомою горою в хребті Кадьяк, поблизу її нижніх схилів спостерігаються складки морського дна, які дозволяють припустити, що частина хребта вже занурилася в Алеутський жолоб.